# Hermann Goldschmidt
Hermann Goldschmidt (francès: Hermann Mayer Salomon Goldschmidt)  (Frankfurt del Main, 17 de juny de 1802 - Fontainebleau, 30 d'agost de 1866) fou un pintor i astrònom alemany. Fill d'un mercader jueu, va estudiar art a París i va fer cert nombre de quadres abans de dirigir la seva atenció a l'astronomia.

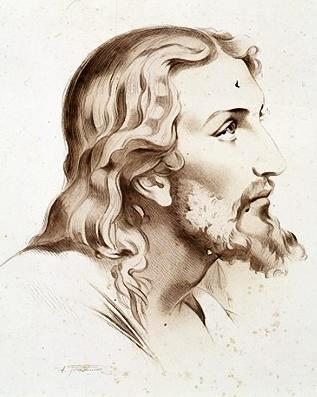
Retrat de Crist per Goldschmidt

A l'abril de 1861 va anunciar el descobriment de la novena lluna de Saturn, entre Tità i Hiperión, i a la qual va batejar com Quiró. No obstant això, s'havia equivocat: la lluna no existia.
Va ser el primer a observar (en 1820) les bandes d'ombra que es produeixen minuts abans d'un eclipsi solar total.
Li va ser concedida la medalla d'or de la Reial Societat Astronòmica en 1861.
Goldschmidt va descobrir 14 asteroides:
- (21) Lutècia
- (32) Pomona
- (36) Atalante
- (40) Harmonia
- (41) Daphne
- (44) Nysa
- (45) Eugenia
- (48) Doris
- (49) Pales
- (52) Europa
- (54) Alexandra
- (56) Meletea
- (61) Danaë
- (70) Panopaea

## Epònims
- El cràter lunar Goldschmidt porta aquest nom en el seu honor.[2]
- Així mateix, es va batejar a l'asteroide (1614) Goldschmidt en la seva memòria.[3]